# Šafík Asad
Šafík Asad (hebrejsky שפיק אסעד, Šafik As'ad, arabsky شفيق اسعد, žil 10. dubna 1937 – 6. června 2004) byl izraelský politik a poslanec Knesetu za strany Daš, Tnu'a Demokratit, Achva a Telem.

## Biografie
Narodil se v obci Bejt Džan. Vystudoval střední školu v obci Rama. Byl členem komunity izraelských Drúzů.

## Politická dráha
V letech 1961–1967 byl tajemníkem odborové centrály Histadrut v Bejt Džanu. V letech 1969–1976 byl starostou Bejt Džanu. V izraelském parlamentu zasedl po volbách v roce 1977, do nichž šel za stranu Daš. Stal se členem parlamentního výboru pro jmenování drúzských soudců, výboru pro záležitosti vnitra a životního prostředí a výboru finančního. V průběhu volebního období se poslanecký klub Daš rozpadl a Asad přešel do formace Tnu'a Demokratit, pak byl ve frakci Achva a nakonec zastupoval stranu Telem. Ve volbách v roce 1981 mandát neobhájil.